# ليلى طايبي
ليلى طايبي (مواليد 8 مايو 1981) هي لاعبة كرة قدم جزائرية سابقة لعبت في مركز الدفاع. وكانت عضوًا في المنتخب الوطني للسيدات الجزائري.

## المسيرة الكروية
لعبت لصالح نادي وسط الجزائر.

## المسيرة الدولية
شاركت مع منتخب الجزائر على المستوى الأول خلال بطولة إفريقيا للسيدات 2006.